# Vicent Ruiz Soro
Vicent Ruiz Soro   (Foios, 30 de maig de 1962) més conegut com "El Soro", és un torero valencià.
El seu èxit a Espanya, França i Sud-amèrica al llarg de la dècada dels 80 i 90 va ser rotund. El seu singular estil de torejar i de viure, apassionat, amb molt de sentiment, valentia i voluntat, li va portar a la fama i després a la ruïna.
Però El Soro destacava especialment en la sort de banderilles, on era considerat un vertader mestre i així ho demostrava el públic quan li insistia perquè executés eixeterç en les faenes en les places. És considerat per la crítica taurina com un dels millors banderillers. En les banderilles va inventar noves formes en la reunió, com "el molinet" o "la moviola", que són complicades i vistoses de col·locar-les.
El Soro és l'únic supervivent dels tres toreros del cartell de Pozoblanco (Còrdova) el 26 setembre de 1984, dia en què va resultar mortalment ferit "Paquirri" en aqueixa mateixa plaça.